# Thapsyrus arnoldi
Thapsyrus arnoldi är en skalbaggsart som först beskrevs av Ferreira 1955.  Thapsyrus arnoldi ingår i släktet Thapsyrus och familjen långhorningar. Inga underarter finns listade i Catalogue of Life.